# Vail Johnson
 (janvier 2011).
Si vous disposez d'ouvrages ou d'articles de référence ou si vous connaissez des sites web de qualité traitant du thème abordé ici, merci de compléter l'article en donnant les références utiles à sa vérifiabilité et en les liant à la section « Notes et références ».
Vail Johnson est un bassiste americain de jazz-funk, surtout connu pour accompagner le saxophoniste Kenny G.
Il a un style assez proche de Stuart Hamm pour les techniques de basse (slap, tapping…) mais aussi pour la marque de basse en elle-même. En effet, Vail joue depuis toujours sur les basses Factor Kubicki comme Stuart Hamm (sur ces deux premiers albums solos puis qui est passé dans les années 1990 chez Fender) donc une technique et un son de basse très proche.
En plus de ses longues tournées avec Kenny G., Vail a sorti quelques albums solos.

## Discographie
- 1994 – Terminator
- 1997 – Says Who
- 2004 – Underground
- 2009 – Come Together
- 2013 - The Flow
- 2015 - The Seventh Son